# アンダマン人

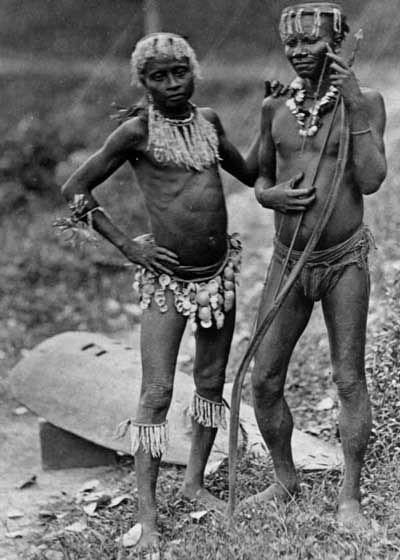
大アンダマン人（1875年撮影）

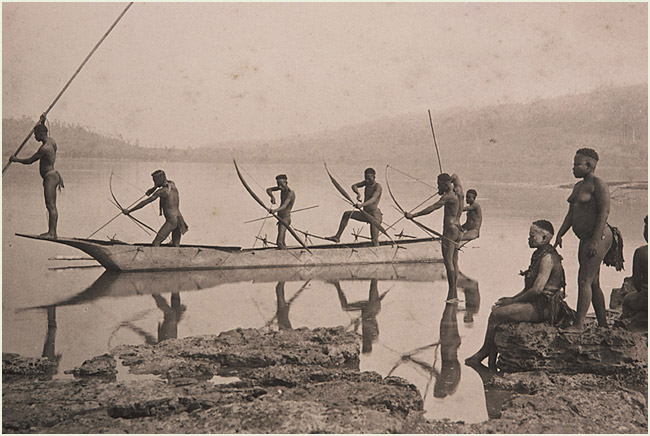
漁撈を行うアンダマン人の集団 (1870年)

アンダマン人（Andamanese People）は、インド洋東部に浮かぶアンダマン諸島の先住民族の総称。ネグリトの一種で、アンダマン諸語を話す。大アンダマン系とオンガン系があり、両者の関係性についてははっきりしない（言語は別系統と考えられる）。インド人の入植により大アンダマン人のほとんどが絶滅し、オンガン系諸民族も人口は少ない。センチネル族は外部との接触を一切拒んでおり、その言語系統は不明。南アフリカのコイサン族や中央アフリカのピグミー族で見られる脂臀がオンゲ族でも観察される。

## 区分
- 大アンダマン人　大アンダマン語族の最後の話者は2010年に死亡した
- オンガン人
  - ジャラワ族
  - オンゲ族
  - ジャンギル族†
- センチネル族

## 遺伝子

### Y染色体
アンダマン人のY染色体は大アンダマン人とオンガン人で大きく異なっている。大アンダマン人は出アフリカ後「南ルート」をとったハプログループF*、K*、L、P*、および「北ルート」のオーストロアジア系O1b1が合計100%であるが、オンガン人（ジャラワ族、オンゲ族）はハプログループDが比較的多く存在している。ハプログループD1a2bは出アフリカ後「北ルート」でイラン→アルタイ山脈→チベット→ビルマ→アンダマン諸島という経路をたどってきたと考えられる。

### mtDNA
アンダマン人のミトコンドリアDNAハプログループは大アンダマン人、オンガン人とも、出アフリカ後「南ルート」で到達したM31、M32のみが観察される。

### 核DNA
核DNAの分析から、アンダマン人は大幅なボトルネック効果を経験していることが示唆された。